# Richard L. Neu
Richard L. Neu (ur. 12 marca 1936 w Syracuse, zm. 3 sierpnia 2007) – amerykański cytogenetyk. W 1971 roku opisał zespół, znany obecnie jako zespół Neua-Laxovy. Pracownik naukowy SUNY Upstate Medical Center w Syracuse, SUNY Children’s Hospital of Buffalo w Buffalo i University of South Florida w Tampa. Był autorem ponad 100 prac naukowych.